# Jean-Pierre Maeren
Jean-Pierre Maeren (Gent, 31 mei 1955) is een Belgisch scenograaf en poppenspeler en vooral bekend als de man achter de pop van Koning Albert waarmee hij 4 weken op nummer één stond in de Vlaamse hitparade.
Als kind al werd hij door zijn vader en tevens poppenspeler Henri Maeren binnengeleid in de wereld van het poppentheater. 
Met zijn poppen (onder andere Nicootje en Zuster Vaseline) verscheen hij vanaf 1996 in tal van televisieprogramma's waaronder HT&D , een komisch programma op VTM, gepresenteerd door Walter Capiau. Met de pop van Koning Albert zat hij als panellid in het programma 'Sterrenconnectie'.
Sinds 2007 wordt Jean-Pierre tijdens zijn shows begeleid door zijn vaste pianist Jürgen De Smet.
Met de shows 'Rollebollen met Latexlollen', 'Alleen om te lachen' en 'Bakken vol Humor' deden ze tal van zaaloptredens in Vlaanderen.
In 2010 maakte Jean-Pierre de show 'Grapjassen' met Chris Van Den Durpel en opnieuw Jürgen aan de toetsen. In 2016 stond Maeren 20 jaar op de planken als poppenspeler. 

## Erkentelijkheden
- Tony Fakkel Award (2001)[1]
- De Kastaar (2004)[1]
- Henri Van Daele Award voor volkstheater (2007)[1]
- Ambassadeur van de Gensche Leute (2009)[2]
- Handje van de Gentsche Sosseteit (2010)[3]